# Багновик бурий
Багновик бурий (Zapornia akool) — вид журавлеподібних птахів родини пастушкових (Rallidae). Поширений у Південній та Східній Азії.

## Поширення
Ареал виду простягається від Індії до Китаю. У Східній Азії поширений підвид A. a. coccineipes, ареал якого простягається від північно-східного В'єтнаму до південно-східного Китаю, аж до Цзянсу, а також на островах Мацзу, що належать Тайваню.

## Опис
Пастушок середнього розміру досить однорідного кольору. Його довжина становить 26–28 см, а вага коливається від 114 до 170 г у самців і від 110 до 140 г у самиць. Загальне оперення темно-оливково-коричневе, світліше на підхвістя і сіре від обличчя до живота. Горло білувате. Дзьоб короткий і кремезний, біля основи зеленуватий, а на кінчику сірий. Райдужка червоно-коричнева; ноги варіюються від коричнево-рожевого до фіолетового. Статі схожі.